# Sandro Roy

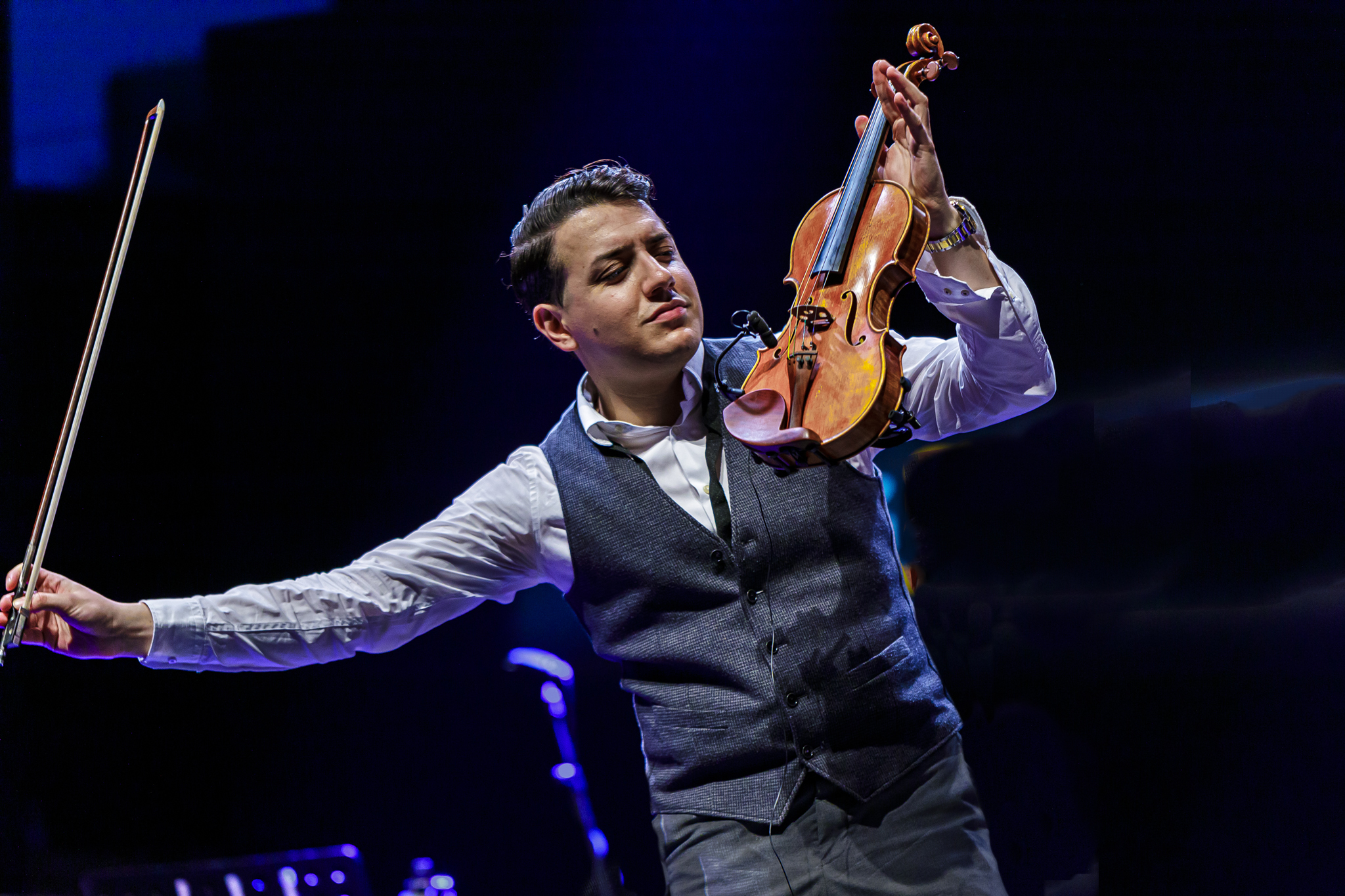
Sandro Roy „Live“

Sandro Roy (* 1994 in Augsburg) ist ein deutscher Violinist, der auch Gitarre spielt.

## Leben und Wirken
Roy kam in einer Sinti-Musikerfamilie zur Welt. Mit vier begeisterte er sich für die Gitarre; mit sieben Jahren wechselte er auf die Geige. Er erhielt klassischen Geigenunterricht und wurde 2007 Bundespreisträger beim Musikwettbewerb Jugend musiziert. Mit 15 Jahren begann er, Meisterkurse in München, Salzburg und Bern zu belegen. Bald darauf begann er sein Studium bei Jens Ellermann in München. 2011 erhielt er den Kunstförder-Sonderpreis der Stadt Augsburg. Er schloss sein Studium am Leopold-Mozart-Zentrum der Universität Augsburg mit dem Master of Music bei Linus Roth ab und unterrichtet selbst im Nachwuchsbereich.
2015 erschien Roys Debütalbum Where I Come From beim Plattenlabel Skip Records, das Der Spiegel als „großartiger Start eines Supertalents“ bewertete. Im gleichen Jahr spielte er in den USA beim Festival Django in June in Northampton, MA. Es folgten Auftritte beim Rheingau Musik Festival, dem Jazzfestival St. Ingbert sowie beim Bundespräsidenten auf Schloss Bellevue zusammen mit dem RTV Symphony Orchestra Slowenien und im ZDF-Morgenmagazin. Solistisch trat er mit der NDR Bigband und der Deutschen Kammerphilharmonie Bremen auf.
2018 erschien Roys Album Souvenir de Paris mit dem Jermaine Landsberger Trio sowie den Gästen Roby Lakatos und Marcel Löffler. Es folgte eine Liveshow im BBC Radio London und ein ausverkauftes Konzert mit dem Jermaine Landsberger Trio in Ronnie Scott’s Jazz Club in London.
2019 spielte Roy ein klassisches Programm mit dem Münchner Rundfunkorchester im Prinzregententheater in München und debütierte beim Concertgebouw Chamber Orchestra Amsterdam.
2020 gab Roy sein Debüt beim Schleswig-Holstein Musikfestival und trat mit eigener Formation bei den 41. Leverkusener Jazztagen auf (Mitschnitt vom WDR Fernsehen). 2021 trat er bei internationalen Festivals in Griechenland, Serbien, Schweiz und in Österreich auf, u. a. beim ARTE „Concert“ Format mit Giovanni Weiss.
2022 folgte eine solistische Zusammenarbeit mit den Stuttgarter Philharmonikern, Neue Kammerphilharmonie Prag, Bayerische Kammerphilharmonie und Orchestra l`arte del mondo unter Werner Ehrhardt. Außerdem trat er 2022 beim San Javier Internacional Jazz Festival in Spanien auf. Im selben Jahr wurde sein drittes Album Discovery in unterschiedlichen Besetzungen mit u. a. Bireli Lagrene, Martin Taylor, David Gazarov und Jermaine Landsberger bei Skip Records veröffentlicht.
2023 gab Roy sein Asien-Debüt und spielte als Solist mit eigener Formation beim Open-Air-Festival der Thailand international Jazz Conference in Bangkok.
Im März 2024 erschien das vierte Album Exploration beim Label GLM Music mit seiner eigenen Unit (und den Gäster Jan Prax, Boris Netsvetaev, Joscho Stephan) sowie auf einem Stück mit der Bayerischen Kammerphilharmonie.
Roys Kompositionen u. a. Fantasie pour Violon et Orchestre Op.4  führte er mit der Bayerischen Kammerphilharmonie und vielen weiteren Orchestern bundesweit auf.
Am 1. Dezember 2023 übernahm Roy außerdem die Musikschulleitung der Sing- und Musikschule Neusäß und gründet das Youth Orchestra Neusäß.

## Diskografie
- 2015: Where I Come from (Skip Records, mit Paulo Morello, Joel Lochner sowie Jermaine Landsberger, Jerome Weiss, Sascha Köhler-Reinhardt, Wolfgang Lackerschmid)
- 2018: Souvenir de Paris (Skip Records, mit Roby Lakatos, Jermaine Landsberger Trio, Marcel Loeffler, Paulo Morello)
- 2022: Discovery (Skip Records, mit Sven Jungbeck, Bireli Lagrene, Martin Taylor, David Gazarov, Jermaine Landsberger, Jerome Weiss, Boris Netsvetaev, Stefan Berger, Joel Locher,  Martin Gjakonovski, Julian Fau)[9]
- 2024: Exploration (GLM, mit Jan Prax, Boris Netsvetaev, Sven Jungbeck, Volker Kamp, Stefan Berger sowie Joscho Stephan bzw. Bayerische Kammerphilharmonie)[10]